# Allsvenskan 1991
L'edizione 1991 del campionato di calcio svedese (Allsvenskan) vide la vittoria finale dell'IFK Göteborg.
Capocannoniere del torneo fu Kennet Andersson (IFK Göteborg), con 13 reti.

## Classifiche

### Stagione regolare
|    | Classifica     | G  | V | N | P  | GF | GS | Diff | Punti |
| -- | -------------- | -- | - | - | -- | -- | -- | ---- | ----- |
| 1  | IFK Göteborg   | 18 | 9 | 6 | 3  | 29 | 14 | +15  | 33    |
| 2  | Örebro         | 18 | 9 | 6 | 3  | 25 | 17 | +8   | 33    |
| 3  | Malmö FF       | 18 | 7 | 8 | 3  | 20 | 14 | +6   | 29    |
| 4  | AIK            | 18 | 7 | 6 | 5  | 21 | 15 | +6   | 27    |
| 5  | Djurgården     | 18 | 6 | 7 | 5  | 27 | 25 | +2   | 25    |
| 6  | IFK Norrköping | 18 | 5 | 6 | 7  | 24 | 24 | 0    | 21    |
| 7  | Halmstad       | 18 | 5 | 6 | 7  | 22 | 22 | 0    | 21    |
| 8  | GAIS           | 18 | 5 | 5 | 8  | 22 | 29 | -7   | 20    |
| 9  | Öster          | 18 | 3 | 9 | 6  | 23 | 26 | -3   | 18    |
| 10 | GIF Sundsvall  | 18 | 1 | 7 | 10 | 15 | 42 | -27  | 10    |

### Mästerskapsserien
Si disputò la prima edizione della Mästerskapsserien, la quale assegnava il titolo di campione di Svezia.
|   | Classifica     | G  | V | N | P | GF | GS | Diff | Punti |
| - | -------------- | -- | - | - | - | -- | -- | ---- | ----- |
| 1 | IFK Göteborg   | 10 | 6 | 1 | 3 | 14 | 10 | +4   | 36    |
| 2 | IFK Norrköping | 10 | 6 | 2 | 2 | 18 | 10 | +8   | 31    |
| 3 | Örebro         | 10 | 3 | 2 | 5 | 7  | 13 | -6   | 28    |
| 4 | Malmö FF       | 10 | 3 | 3 | 4 | 9  | 11 | -2   | 27    |
| 5 | Djurgården     | 10 | 3 | 4 | 3 | 16 | 15 | +1   | 26    |
| 6 | AIK            | 10 | 3 | 0 | 7 | 10 | 15 | -5   | 23    |

### Kvalsvenskan
Alla Kvalsvenskan parteciparono le ultime quattro squadre classificate della prima fase dell'Allsvenskan (Halmstads BK, GAIS, Östers IF e GIF Sundsvall) e le prime classificate della prima fase dei quattro gironi di Division 1 (Kiruna FF, Hammarby IF, Västra Frölunda IF e Trelleborgs FF).
|   | Classifica      | G  | V | N | P  | GF | GS | Diff | Punti |
| - | --------------- | -- | - | - | -- | -- | -- | ---- | ----- |
| 1 | Öster           | 14 | 8 | 6 | 0  | 36 | 17 | +19  | 30    |
| 2 | Trelleborg      | 14 | 8 | 5 | 1  | 24 | 16 | +8   | 29    |
| 3 | GAIS            | 14 | 8 | 2 | 4  | 25 | 16 | +9   | 26    |
| 4 | Västra Frölunda | 14 | 5 | 3 | 6  | 27 | 24 | +3   | 18    |
| 5 | Hammarby        | 14 | 4 | 4 | 6  | 21 | 21 | 0    | 16    |
| 6 | Halmstad        | 14 | 3 | 4 | 7  | 28 | 30 | -2   | 13    |
| 7 | GIF Sundsvall   | 14 | 3 | 4 | 7  | 24 | 33 | -9   | 13    |
| 8 | Kiruna FF       | 14 | 3 | 0 | 11 | 12 | 40 | -28  | 9     |

## Spareggi salvezza/promozione
Agli spareggi salvezza/promozione parteciparono inizialmente le prime classificate della seconda fase dei quattro gironi di Division 1 (Vasalunds IF, IK Brage, BK Häcken e Helsingborgs IF), che si affrontarono tra loro per decretare la squadra sfidante della quarta classificata del girone di Kvalsvenskan (Västra Frölunda IF) per un posto nella successiva Allsvenskan.

### Fase 1
| Squadra 1 | Totale      | Squadra 2   | Andata | Ritorno |
| --------- | ----------- | ----------- | ------ | ------- |
| Brage     | 4 - 1       | Vasalund    | 2 - 1  | 2 - 0   |
| Häcken    | 3 - 3 (gfc) | Helsingborg | 2 - 2  | 1 - 1   |

### Fase 2
| Squadra 1 | Totale | Squadra 2   | Andata | Ritorno |
| --------- | ------ | ----------- | ------ | ------- |
| Brage     | 1 - 3  | Helsingborg | 0 - 3  | 1 - 0   |

### Fase 3
| Squadra 1   | Totale      | Squadra 2       | Andata | Ritorno |
| ----------- | ----------- | --------------- | ------ | ------- |
| Helsingborg | 5 - 5 (gfc) | Västra Frölunda | 4 - 2  | 1 - 3   |

## Verdetti
- IFK Göteborg campione di Svezia 1991.
- Hammarby IF, 	Halmstads BK, GIF Sundsvall e Kiruna FF retrocesse/restano in Division 1.